# Jean de Lipkowski
Jean Noël de Lipkowski (* 25. Dezember 1920 in Paris; † 20. September 1997 ebenda) war ein französischer Politiker, der Mitglied der Nationalversammlung sowie zeitweise Staatssekretär und Minister war. 

## Leben

### Familie, Zweiter Weltkrieg und Diplomat
Jean Noël de Lipkowski stammte aus einer aus Polen eingewanderten adeligen Industriellenfamilie und war der Sohn von Henri de Lipkowski, der für seine Verdienste im Ersten Weltkrieg mehrfach ausgezeichnet wurde und der am 20. März 1944 im KZ Buchenwald ermordet wurde. Seine Mutter Irène de Lipkowski war nach dem Zweiten Weltkrieg Vize-Bürgermeisterin von Orly und als Vertreterin der Rassemblement du peuple français (RPF) zwischen 1951 und 1955 ebenfalls Mitglied der Nationalversammlung. Er selbst begann nach dem Besuch des renommierten 1795 gegründeten Lycée Henri IV ein Studium der Rechtswissenschaften an der École libre des sciences politiques. Er musste sein Studium nach der deutschen Besetzung im Zweiten Weltkrieg jedoch unterbrechen und floh zunächst nach London. Nach seiner Rückkehr unterzeichnete er am 11. November 1940 ein Manifest der Studenten und schloss sich unter dem Pseudonym „Jean de Ligny“ als Korporal der Freien Französischen Streitkräfte FFF (Forces françaises libres) von General Charles de Gaulle an. Nach mehreren Kampfeinsätzen nahm er am 3. September 1944 an der Befreiung von Lyon teil
Nach der La Libération, der Befreiung von der deutschen Besatzung, und seiner Rückkehr nach Paris begann de Lipkowski am 15. November 1945 eine Ausbildung zum Konsularattaché und fand nach deren Beendung zunächst Verwendung in der Abteilung Asien und Ozeanien am Quai d’Orsay, dem Sitz des Außenministeriums. Danach war er am Konsulat in Nanjing sowie als Dritter Sekretär in der Abteilung Ferner Osten des Außenministeriums tätig, ehe er zwischen 1947 und 1949 Attaché an der Botschaft in China war. Danach war er von 1949 bis 1952 wieder Mitarbeiter der Abteilung Asien und Ozeanien des Außenministeriums sowie zwischen 1952 und Januar 1954 Vize-Konsul in Madrid. Später wurde er stellvertretender Kabinettschef von General Pierre Boyer de Latour du Moulin, der im November 1954 Generalresident in Tunesien wurde. Er nahm an den Verhandlungen zur Unabhängigkeit Tunesiens teil und ging im Anschluss im September 1955 mit General Pierre Boyer de Latour du Moulin nach Rabat, nachdem dieser am 31. August 1955 zum Generalresidenten in Marokko ernannt worden war. Nach der kurz darauf erfolgten Abberufung von General Boyer de Latour am 9. November 1955 wurde er Botschaftsrat Zweiter Klasse an der Botschaft in der Sowjetunion.

### Abgeordneter und Staatssekretär
Allerdings kehrte Jean de Lipkowski kurz darauf nach Frankreich zurück und wurde bei den Wahlen vom 2. Januar 1956 als Kandidat der Parti républicain, radical et radical-socialiste (PRRRS) von Pierre Mendès France mit 42.738 Stimmen im ersten Wahlkreis des Département Seine-et-Oise erstmals zum Mitglied der Nationalversammlung (Assemblée nationale) und gehörte dieser bis zum 8. Dezember 1958 an. Während dieser Zeit war er Mitglied des Innenausschusses (Commission de l’Intérieur), des Ausschusses für Pensionen (Commission des pensions), des Auswärtigen Ausschusses (Commission des affaires étrangères) sowie des Ausschusses für Allgemeines Wahlrecht, Verfassungsrecht, Geschäftsordnung und Petitionen (Commission du suffrage universel, des lois constitutionnelles, du Règlement et des pétitions). Anfang Juni 1958 gründete er mit Henri Frenay, Paul Barberot, Geneviève de Gaulle-Anthonioz und Philippe Dechartre die gaullistische Gruppe Centre de la réforme républicaine (CRR). Bei den Wahlen am 30. November 1958 kandidierte er für die CRR im neunten Wahlkreis des Département Seine-et-Oise, der insbesondere Aulnay-sous-Bois umfasste, für seine Wiederwahl. Er erlitt allerdings eine Niederlage gegen den Kandidaten der Parti communiste français (PCF) Robert Ballanger und schied somit aus der Nationalversammlung aus.
Am 6. Dezember 1962 wurde er für die Union pour la Nouvelle République-Union Démocratique du Travail (UNR-UDT) im Département Charente-Maritime erneut Mitglied der Nationalversammlung. Zugleich war er von 1962 bis 1968 Mitglied des Europäischen Parlaments sowie zwischen 1965 und 1977 erstmals Bürgermeister von Royan. Im Département Charente-Maritime wurde er am 3. April 1967 für die Union des Démocrates pour la Ve République (UDR) sowie am 11. Juli 1968 für die Union pour la défense de la République (UDR) abermals Mitglied der Nationalversammlung. Am 21. April 1967 war er im Park einer Villa in Neuilly-sur-Seine bei Paris Schiedsrichter beim letzten offiziellen Duell in Frankreich mit dem Degen. Dieses trugen der Abgeordnete Gaston Defferre und der gaullistische Abgeordnete René Ribière aus. Defferre hatte Ribière während einer Sitzung der französischen Nationalversammlung als Idioten (abruti) bezeichnet, und Ribière hatte daraufhin „zur Wiederherstellung seiner Ehre“ einen Zweikampf gefordert. Als Ribières Sekundant fungierte der nationalistische Politiker Jean-Marie Le Pen; Schiedsrichter war Jean de Lipkowski. Das Duell, das in Anwesenheit von Fotografen und einem Kamerateam stattfand, wurde nach vier Minuten abgebrochen, nachdem Defferre seinen Gegner zweimal verletzt und ihm eine blutende Wunde am degenführenden Arm beigebracht hatte.
Am 12. August 1968 legte er sein Abgeordnetenmandat nieder, nachdem er als Staatssekretär im Außenministerium (Secrétaire d’État aux Affaires étrangères) in das Kabinett Couve de Murville berufen wurde. Das Amt als Staatssekretär im Außenministerium hatte er zwischen dem 20. Juni 1969 und dem 5. Juli 1972 auch im darauf folgenden Kabinett Chaban-Delmas inne. Er wurde am 13. Dezember 1971 im Département Charente-Maritime für die UDR abermals Mitglied der Nationalversammlung, legte aber dieses Mandat aufgrund seines Amtes als Staatssekretär am 12. Januar 1972 nieder. Er wurde am 2. April 1973 für die Union des démocrates pour la République im Département Charente-Maritime erneut Mitglied der Nationalversammlung. Allerdings verzichtete er auch dieses Mal am 12. Mai 1973 auf das Mandat, nachdem er am 13. April 1973 Staatssekretär im Außenministerium im Kabinett Messmer II geworden war. Das Amt als Staatssekretär im Außenministerium hatte de Lipkowski zwischen dem 28. Februar und dem 28. Mai 1974 auch im Kabinett Messmer III inne.

### Minister und Wiederwahlen zum Abgeordneten
Als Nachfolger von Pierre Abelin wurde Jean Noël de Lipkowski am 12. Januar 1976 schließlich zum Minister für Kooperation (Ministre de la coopération) in das Kabinett Chirac I berufen und gehörte diesem bis zum Ende von dessen Amtszeit am 25. August 1976 an.
Nach seinem Ausscheiden aus der Regierung wurde er am 3. April 1978 für die Rassemblement pour la République (RPR) im Département Charente-Maritime wieder Abgeordneter der Nationalversammlung. Als solcher wurde er am 2. Juli 1981, 2. April 1986, 12. Juni 1988 sowie am 2. April 1993 jeweils bestätigt. Er war zwischen 1983 und 1989 erneut Bürgermeister von Royan und schied am 21. April 1997, wenige Monate vor seinem Tode am 20. September 1997, aus der Nationalversammlung aus. Er wurde unter anderem mit dem Offizierskreuz der Ehrenlegion sowie dem Croix de guerre 1939–1945 ausgezeichnet. Aus seiner Ehe mit Nadine Hecquet d’Orval gingen zwei Kinder hervor.